# 山东鼓吹
山东鼓吹，是中国传统吹打乐的一种，主要流行于山东省，尤以山东西南地区更为兴盛，特点是以唢呐为主要乐器。
主要流派有以菏泽、济宁西部为中心的西南路、以邹县、滕县和峄县为中心的中路和以德州、聊城、惠民等地为中心的北路。
主要乐器有吹管乐器和打击乐器两类。吹管乐器有唢呐、笛子、笙、管子等；打击乐器有镲、钹、锣、梆子、鼓等。乐队一般由6至8人组成。